# Pasquale Paoli
Pasquale de Paoli (Morosaglia, 6 de abril de 1725-Londres, 5 de febrero de 1807) fue un militar y político corso, considerado por el nacionalismo corso como "El Padre de la Patria".

## Biografía
Su padre, Giacinto Paoli, fue uno de los Generales del Pueblo, que se rebelaron contra el dominio genovés de la isla. Desde los catorce años de edad vivió exiliado con su familia en Nápoles. Se enroló en el Regimiento Corso, dentro del Ejército Real Napolitano, sirviendo en Calabria junto a su padre, obteniendo la formación militar que le auparía al liderazgo del exilio corso y del independentismo de la isla con respecto a la República de Génova.

(Nosotros los corsos) somos italianos por nacimiento y sentimientos, pero antes de nada nos sentimos italianos por lengua, costumbres y tradiciones... Y todos los italianos somos hermanos ante la Historia y ante Dios... Como corsos no queremos ser ni siervos ni "rebeldes" y como italianos tenemos el derecho a ser tratados igual que los demás italianos... O no seremos nada... O vencemos con honor o moriremos con las armas en las manos... Nuestra guerra de liberación es santa y justa, como santo y justo es el nombre de Dios, y aquí, en nuestras montañas, resurgirá para Italia el sol de la libertad.
Discurso de Pasquale Paoli tras llegar a Nápoles en 1750

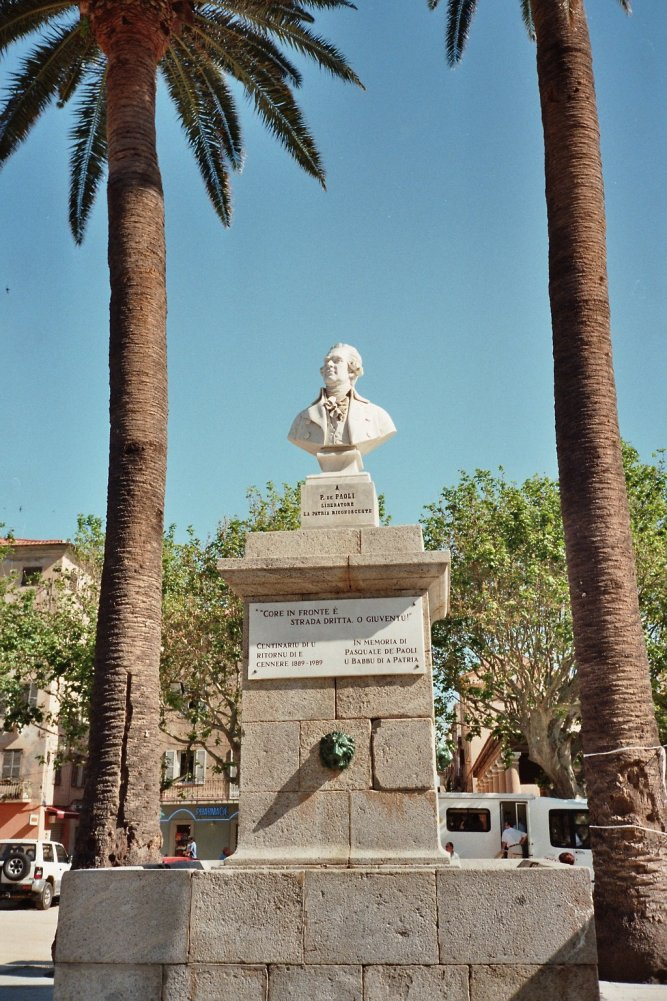
Busto de Pasquale Paoli.

Elegido general en jefe de la República Corsa independiente (1755-1769), luchó contra los restos del dominio genovés y contra la ulterior invasión francesa. Fue uno de los primeros dirigentes en Europa en establecer un régimen de inspiración democrática con una constitución. Por la paz de Versalles de 1768, la isla pasó a los franceses, quienes derrotaron a las tropas de Paoli en la batalla de Ponte Novu, en 1769. 
Exiliado en el Reino Unido, en 1790 regresó a Córcega y fue nombrado gobernador de Bastia por la Convención. En 1793 se sublevó y pidió el apoyo británico para proclamar la independencia en 1794 bajo el nombre de Reino Anglo-Corso. Las tensiones con el nuevo virrey, Gilbert Elliot, acabaron por aislarle políticamente y le animaron a exiliarse nuevamente a Londres el 14 de octubre de 1795. No volvería a regresar a Córcega, que fue invadida por el ejército francés en 1796 e incorporada definitivamente a Francia.
Sus últimos años en la capital británica apenas los dedicó a observar la situación política general, falleciendo en 1807 y siendo enterrado en el cementerio de Saint-Pancras. En 1889 sus restos fueron trasladados a su Morosaglia natal. La Abadía de Westminster contiene un busto y un cenotafio a su memoria.